# Astragalus platysematus
Astragalus platysematus är en ärtväxtart som beskrevs av Aleksandr Andrejevitj Bunge. Astragalus platysematus ingår i släktet vedlar, och familjen ärtväxter. Inga underarter finns listade i Catalogue of Life.